# Bunuri mobile din domeniul istorie clasate în patrimoniul cultural național al României aflate în județul Alba
Acestă listă conține bunurile mobile din domeniul istorie clasate în Patrimoniul cultural național al României aflate la momentul clasării în județul Alba.

## Tezaur
| Foto | Informații generale                                                                                        | Detalii tehnice                                                  | Descriere | Deținător                             | Legături |
| ---- | --- | ---------------------------------------------------------------- | --- | ------------------------------------- | -------- |
|      | Domeniul fiscal Cricău (proprietatea "la Oltoj sau la Vultore" - județul Alba) Autor: Guillaume, D.A.      | Datare: 2/2 sec. XVIII Dimensiuni: 69x50 cm Material: hârtie     | Harta reprezintă prima planșă a ansamblului de hărți referitoare la domeniul fiscal Cricău, având ca subiect proprietatea "la Oltoj sau la Vultore". Semnături autografe: D. A. Guillaume, Franz Seifert. Restaurată în condiții de excepție. Unicat.              | Muzeul Național al Unirii, Alba Iulia | Cimec    |
|      | Domeniul fiscal Cricău (proprietățile "Zepogye" și "Tyetrar" - județul Alba) Autor: Guillaume, D.A.        | Datare: 2/2 sec. XVIII Dimensiuni: 63x47,5 cm Material: hârtie   | Harta reprezintă planșa cu numerele 8-9 din ansamblul de hărți referitoare la domeniul fiscal Cricău, având ca subiect proprietățile "Zepogye" și "Tyetrar". Semnături autografe: D. A. Guillaume, Franz Seifert. Restaurată în condiții de excepție. Unicat.      | Muzeul Național al Unirii, Alba Iulia | Cimec    |
|      | Domeniul fiscal Cricău (pădurea Tibru - județul Alba) Autor: Guillaume, D.A.                               | Datare: 2/2 sec. XVIII Dimensiuni: 69,5x50 cm Material: hârtie   | Harta reprezintă cea de-a 7 planșă a ansamblului de hărți referitoare la domeniul fiscal Cricău, având ca subiect pădurea Tibru. Semnături autografe: D. A. Guillaume, Franz Seifert. Restaurată în condiții de excepție. Unicat.                                  | Muzeul Național al Unirii, Alba Iulia | Cimec    |
|      | Domeniul fiscal Cricău (proprietatea Fias - județul Alba) Autor: Guillaume, D.A.                           | Datare: 2/2 sec. XVIII Dimensiuni: 64,5x47,5 cm Material: hârtie | Harta reprezintă cea a 5-a planșă din ansamblul de hărți referitoare la domeniul fiscal Cricău, având ca subiect proprietatea Fias. Semnături autografe: D. A. Guillaume, Franz Seifert. Restaurată în condiții de excepție. Unicat.                               | Muzeul Național al Unirii, Alba Iulia | Cimec    |
|      | Domeniul fiscal Cricău (pădurea Măgura de Foc - județul Alba) Autor: Guillaume, D.A.                       | Datare: 2/2 sec. XVIII Dimensiuni: 69x50 cm Material: hârtie     | Harta reprezintă cea a 6-a planșă din ansamblul de hărți referitoare la domeniul fiscal Cricău, având ca subiect pădurea Măgura de Foc. Semnături autografe: D. A. Guillaume, Franz Seifert. Restaurată în condiții de excepție. Unicat.                           | Muzeul Național al Unirii, Alba Iulia | Cimec    |
|      | Domeniul fiscal Cricău (pădurea Cornet - județul Alba) Autor: Guillaume, D.A.                              | Datare: 2/2 sec. XVIII Dimensiuni: 69x50 cm Material: hârtie     | Harta reprezintă cea a 7-a planșă din ansamblul de hărți referitoare la domeniul fiscal Cricău, având ca subiect pădurea Cornet. Semnături autografe: D. A. Guillaume, Franz Seifert. Restaurată în condiții de excepție. Unicat.                                  | Muzeul Național al Unirii, Alba Iulia | Cimec    |
|      | Domeniul fiscal Cricău (satele Piatra Craivii și Bucerdea Vinoasă - județul Alba) Autor: Guillaume, D.A.   | Datare: 2/2 sec. XVIII Dimensiuni: 66x48 cm Material: hârtie     | Harta reprezintă planșa cu numerele 8-9 din ansamblul de hărți referitoare la domeniul fiscal Cricău, având ca subiect satele Piatra Craivii și Bucerdea Vinoasă. Semnături autografe: D. A. Guillaume, Franz Seifert. Restaurată în condiții de excepție. Unicat. | Muzeul Național al Unirii, Alba Iulia | Cimec    |
|      | Domeniul fiscal Cricău (pădurea Kendres din Bucerdea Vinoasă - județul Alba) Autor: Guillaume, D.A.        | Datare: 2/2 sec. XVIII Dimensiuni: 43x46 cm Material: hârtie     | Harta reprezintă cea a 10-a planșă din ansamblul de hărți referitoare la domeniul fiscal Cricău, având ca subiect pădurea Kendres din Bucerdea Vinoasă. Semnături autografe: D. A. Guillaume, Franz Seifert. Restaurată în condiții de excepție. Unicat.           | Muzeul Național al Unirii, Alba Iulia | Cimec    |
|      | Domeniul fiscal Cricău (extravilanul cultivabil al Bucerdei Vinoase - județul Alba) Autor: Guillaume, D.A. | Datare: 2/2 sec. XVIII Dimensiuni: 70x50 cm Material: hârtie     | Harta reprezintă cea a 11-a planșă din ansamblul de hărți referitoare la domeniul fiscal Cricău, având ca subiect extravilanul cultivabil al Bucerdei Vinoase. Semnături autografe: D. A. Guillaume, Franz Seifert. Restaurată în condiții de excepție. Unicat.    | Muzeul Național al Unirii, Alba Iulia | Cimec    |
|      | Domeniul fiscal Cricău (satul Micești și împrejurimile sale - județul Alba) Autor: Guillaume, D.A.         | Datare: 2/2 sec. XVIII Dimensiuni: 69x50 cm Material: hârtie     | Harta reprezintă cea a 12-a planșă din ansamblul de hărți referitoare la domeniul fiscal Cricău, având ca subiect satul Micești și împrejurimile sale. Semnături autografe: D. A. Guillaume, Franz Seifert. Restaurată în condiții de excepție. Unicat.            | Muzeul Național al Unirii, Alba Iulia | Cimec    |
|      | Domeniul fiscal Cricău (Alba Iulia și împrejurimile sale)                                                  | Datare: 23 martie 1778 Dimensiuni: 59x47 cm Material: hârtie     | Harta cuprinde detaliat principalele clădiri ale orașului Alba Iulia și câteva puncte strategice din împrejurimi. Fără semnături autografe. Restaurată în condiții de excepție. Unicat.                                                                            | Muzeul Național al Unirii, Alba Iulia | Cimec    |